# Flötasjön
Flötasjön är en sjö i Bollebygds kommun i Västergötland och ingår i Rolfsåns huvudavrinningsområde. Sjön är 10,3 meter djup, har en yta på 0,048 kvadratkilometer och är belägen 171 meter över havet.